# Équipe d'Angleterre de rink hockey
Cet article traite de l'équipe masculine
L'équipe d'Angleterre de rink hockey, créée en 1910, est l'équipe qui représente l'Angleterre au rink hockey. Elle est constituée par une sélection de joueurs anglais dirigée sous l'égide de la NRHA (National Roller Hockey Association). C'est la 17e sélection mondiale et 7e européenne selon la CERH

## Histoire

### Les débuts de rink hockey en Angleterre (1878-1910)
L'Angleterre ou plus précisément Londres, est le berceau du rink-hockey. Le premier match de rink hockey au monde s'est déroulé en 1878 au Denmark Roller Rink de cette ville. Des stars britanniques du cinéma muet tels que Stan Laurel ou Charlie Chaplin pratiquèrent le rink hockey au début des années 1900.

### L'Angleterre invincible (1910-1947)
Le premier match de l'équipe d'Angleterre qui est aussi le premier match international connu, fut contre l'Irlande. Il se déroula en 1910 à Dublin et était un match amical. Il fut remporté par l'Angleterre 7 buts à 2.
L'Angleterre participa à la 3e édition de la plus ancienne compétition internationale de rink-hockey connue, la Coupe des nations à Montreux. La sélection anglaise gagna la compétition ainsi que les deux suivantes qui étaient aussi le Championnat d'Europe. En 1926, l'Angleterre perdit pour la première fois la compétition, mais ne perdit pas pour autant sa suprématie puisqu'il en gagnera 5 de 1927 à 1950.
En 1936,l'Angleterre remporta la première édition du championnat du monde à Stuttgart. L'Angleterre remporta aussi le championnat suivant à Montreux en 1939 ne faisant que des victoires. Ces éditions du championnat du monde ne faisaient seulement affronter des équipes européennes, c'est pourquoi ils tenaient aussi lieu de championnat d'Europe.
Pendant la Seconde Guerre mondiale, aucun match international n'eut lieu.

### Le déclin (1947-…)
En 1947, la suprématie anglaise disparut pour laisser place à la portugaise : l'Angleterre finit 5e au championnat du monde
1947. puis 2e à ceux de 1949. L'Angleterre évolue alors avec un maillot à carreaux bleu et blanc. En 1966, l'Angleterre joua son dernier Championnat du monde parmi les douze premières nations au monde. Ce n'est qu'en 2001 que l'Angleterre put rejoindre les plus grands grâce à sa victoire le 16 décembre 2000 en finale des championnats du monde B face aux Pays-Bas 2 à 0 à Chatham.

## Palmarès
- Champion du monde B en 2000.
- Champion du monde en 1936

et 1939
- Champion d'Europe en 1924, 1925, 1926, 1927, 1928, 1929, 1930, 1932, 1934, 1936, 1937, 1938, 1939  .

## Parcours enChampionnat du monde
- 1936 : Vainqueur
- 1939 : Vainqueur
- 1947 : 5e
- 1948 : 2e
- 1949 : 5e
- 1950 : 7e
- 1951 : 7e
- 1952 : 7e
- 1953 : 6e
- 1954 : 8e
- 1955: Non inscrit
- 1956: 5e
- 1958: 5e
- 1960 : 6e
- 1962 : Non inscrit
- 1964: 8e
- 1966 : 9e
- 1968: Non inscrit
- 1970 : Non inscrit
- 1972 : Non inscrit
- 1974 : Non inscrit
- 1976 : Non inscrit
- 1978 : Non inscrit
- 1980 : Non inscrit
- 1982 : Non inscrit
- 1984 : Non inscrit[13]
- 1986 : 8e
- 1988 : Non inscrit[13]
- 1989 : Non inscrit[13]
- 1991 : Non inscrit[13]
- 1993 : Non inscrit
- 1995 : Non inscrit[13]
- 1997 : Non inscrit[13]
- 1999 : Non inscrit[13]
- 2001 : 14e
- 2003 : 16e
- 2005 : 11e
- 2007 : 13e
- 2009 : 13e
- 2011 : 15e[14]
- 2013 : Forfait[15]

## Effectif actuel
Effectif pour le championnat du monde 2015
| Nom             | Poste           | Club                           |
| --------------- | --------------- | ------------------------------ |
| Ed Mount        | Gardien         | Herne Bay U                    |
| Eddie Revill    | Gardien         | Middlesbrough RHC              |
| Alex Jones      | Joueur de champ | Soham                          |
| Nick Johnson    | Joueur de champ | Middlesbrough RHC              |
| Lewis Greenwood | Joueur de champ | Herne Bay U                    |
| Scott Neville   | Joueur de champ | Soham                          |
| Will Smith      | Joueur de champ | Middlesbrough RHC              |
| Alex Mount      | Joueur de champ | AD Sanjoanense (D2 portugaise) |
| Owen Stewart    | Joueur de champ | Middlesbrough RHC              |
| Marc Waddingham | Joueur de champ | Grimsby                        |

Entraîneur :   Carlos Amaral